# Leverett
Leverett és una població dels Estats Units a l'estat de Massachusetts. Segons el cens del 2000 tenia 1.663 habitants.

## Demografia
Segons el cens del 2000, Leverett tenia 1.663 habitants, 632 habitatges, i 448 famílies. La densitat de població era de 28,1 habitants/km².
Dels 632 habitatges en un 34% hi vivien nens de menys de 18 anys, en un 58,5% hi vivien parelles casades, en un 9,2% dones solteres, i en un 29% no eren unitats familiars. En el 19,9% dels habitatges hi vivien persones soles el 5,2% de les quals corresponia a persones de 65 anys o més que vivien soles. El nombre mitjà de persones vivint en cada habitatge era de 2,58 i el nombre mitjà de persones que vivien en cada família era de 2,92.
Per edats la població es repartia de la següent manera: un 23,3% tenia menys de 18 anys, un 7,8% entre 18 i 24, un 22,1% entre 25 i 44, un 35,7% de 45 a 60 i un 11,2% 65 anys o més.
L'edat mediana era de 43 anys. Per cada 100 dones de 18 o més anys hi havia 94,4 homes.
La renda mediana per habitatge era de 63.203 $ i la renda mediana per família de 73.333$. Els homes tenien una renda mediana de 45.078 $ mentre que les dones 36.607$. La renda per capita de la població era de 31.891$. Entorn de l'1,6% de les famílies i el 5,4% de la població estaven per davall del llindar de pobresa.